# 竹吉優輔
竹吉 優輔（たけよし ゆうすけ、1980年10月28日 -）は、日本の小説家、推理作家、司書。

## 経歴
茨城県取手市生まれ。二松学舎大学文学部国文学科卒業。2006年、東洋大学大学院文学研究科博士前期課程修了。2008年より、牛久市立中央図書館に司書として勤務する。
2013年5月、『襲名犯』（応募時タイトル「ブージャム狩り」）で第59回江戸川乱歩賞を受賞し、作家としてデビューする。
2016年11月26日、牛久市立図書館名誉館長の称号を受賞。

## 著作リスト

### 単著
- 『襲名犯』（2013年8月 講談社 / 2015年8月 講談社文庫）
- 『レミングスの夏』（2014年9月 講談社）
- 『ペットショップボーイズ』（2016年9月 光文社）

### アンソロジー
「」内が収録されている竹吉優輔の作品
- デッド・オア・アライヴ（2013年12月 講談社 / 2014年9月 講談社文庫）「イーストウッドに助けはこない」

### 単行本未収録作品
- 嘘吐きの憂鬱（中央公論社 『小説BOC』1号）

## 映像化
- 2016年10月2日 映画『レミングスの夏』完成披露試写会（会場：ウェルネスプラザ）[6]
- 2016年10月8日 映画『レミングスの夏』完成披露試写会（会場：取手市民会館大ホール）[6]
- 2017年 映画『レミングスの夏』全国公開予定[6]